# Vineavî, Pustomîtî
Vineavî (în ucraineană Віняви) este un sat în comuna Semenivka din raionul Pustomîtî, regiunea Liov, Ucraina.

## Demografie
Componența lingvistică a localității Vineavî
     Ucraineană (100%)
Conform recensământului din 2001, toată populația localității Vineavî era vorbitoare de ucraineană (100%).